# Good-bye Baby
"Good-bye Baby" é um single do girl group sul-coreano miss A, lançada em 18 de julho de 2011. A canção faz parte de seu primeiro álbum de estúdio, A Class e serviu como single principal, alcançando o topo em várias paradas musicais na Coreia do Sul.

## História
Em 30 de abril de 2011, JYP twittou que havia acabado de pousar em Los Angeles para gravações. No dia seguinte, ele revelou que havia trabalhado em uma nova canção do miss A e atualmente estava trabalhando em uma canção para o boy group 2PM. JYP postou um vídeo dele no estúdio com o engenheiro de mixagem e vencedor do Grammy, Manny Marroquin, que trabalhou com artistas como Whitney Houston, Alicia Keys, Kanye West e Bruno Mars. Ele mostrou uma prévia de 15 segundos da nova canção do miss A, "Goodbye Baby".
Vídeos teasers começaram a ser postados em 11 de julho, com um enredo diferente para cada integrante: iniciaram com Min em 11 de julho, seguido por Fei em 12 de julho, Jia em 13 de julho e finalizando com Suzy em 14 de julho. O videoclipe completo foi lançado em 18 de julho na conta oficial do miss A no YouTube, juntamente com o álbum.

## Lançamento e promoção
O videoclipe completo foi lançado em 18 de julho na conta oficial do miss A no YouTube.
O grupo fez sua apresentação de volta aos palcos em 21 de julho de 2011, com "Good-bye Baby" no M! Countdown da Mnet. Elas se apresentaram no dia seguinte no Music Bank da KBS, Show! Music Core da MBC e Inkigayo da SBS. Elas alcançaram sua primeira posição número um para "Good-bye Baby" em 28 de julho no M! Countdown. No dia seguinte a canção recebeu o primeiro lugar no Music Bank e no Inkigayo.

## Desempenho nas paradas
| Gaon General Singles chart   | 1 |
| Gaon National Singles chart  | 1 |
| Gaon Monthly Singles chart   | 4 |
| Gaon Streaming Singles chart | 1 |
| Gaon Download Singles chart  | 1 |
| Gaon Mobile Ringtone chart   | 6 |